# Винавер, Михаил Львович
Михаил Львович Винавер (1880, Варшава — 29 сентября 1942) — российский политический деятель, правозащитник, инженер-технолог по специальности.

## Биография
Член Бунда с 1898 года, затем меньшевик. После 1917 года отошёл от политической деятельности. Был помощником Е. П. Пешковой в «Политическом Красном Кресте» и Бюро Уполномоченного Польского Красного Креста. Был арестован 31 марта 1919 года в Москве по делу меньшевиков, в том же году был освобождён. Подвергался кратковременному аресту в 1921 году в Москве, но вскоре был освобождён.
Вновь был арестован в 1937 г. в Москве, обвинён в шпионаже в пользу Польши, и 3 августа 1937 года был приговорён военным трибуналом Московского военного округа к 10 годам заключения. В начале 1942 года был освобождён из лагеря по амнистии как бывший гражданин Польши. Умер 29 сентября 1942 года.

## Публикации
- Винавер М. Л., Пешкова Е. П. «Наш спор с Вами решит жизнь»: письма М. Л. Винавера и Е. П. Пешковой к Е. Д. Кусковой, 1923—1936 / [составитель, предисл., коммент.: Л. А. Должанская]. — М.: Братонеж, 2009. — ISBN 978-5-7873-0421-3.